# Francs nageurs club de Douai
Dernière mise à jour : Octobre 2022.

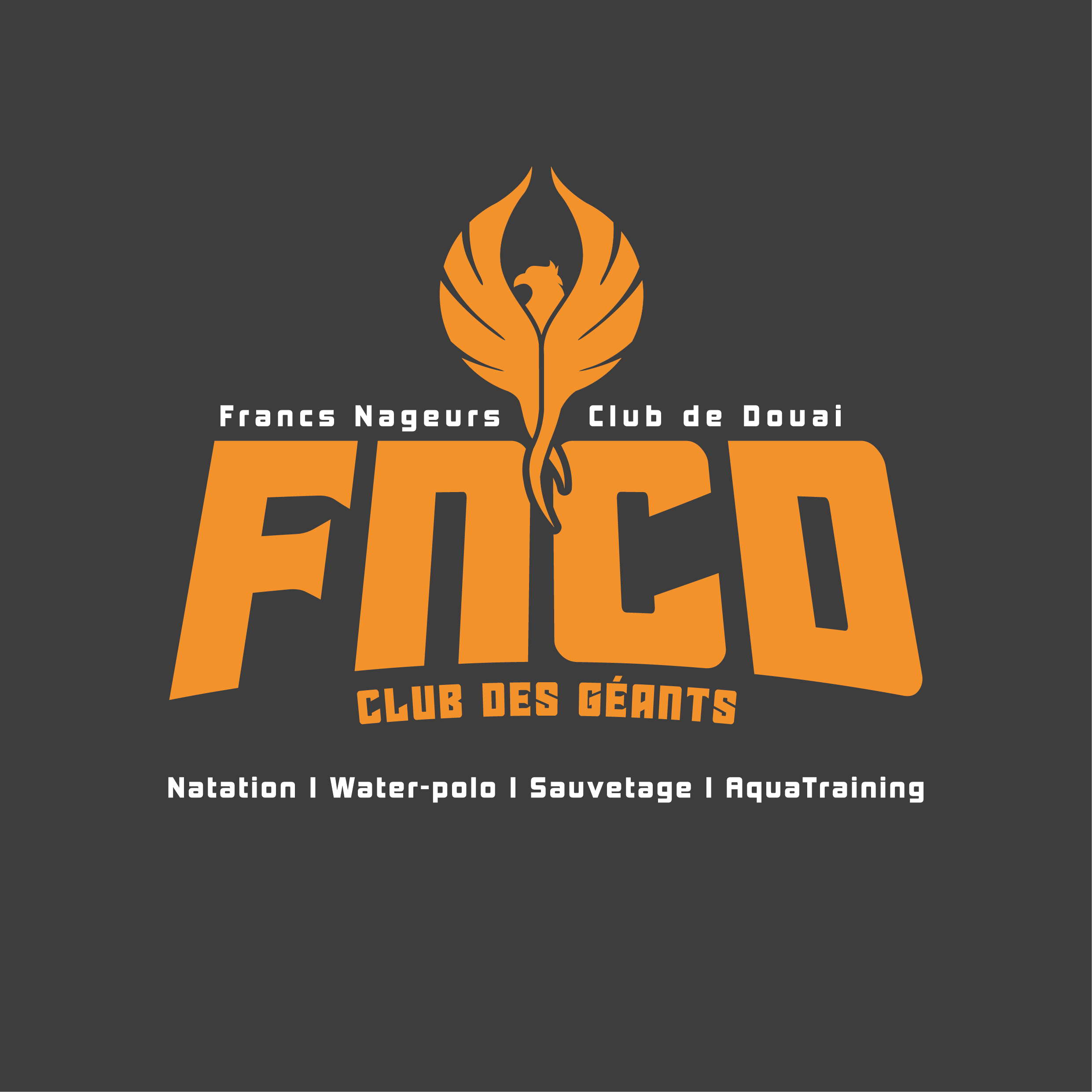
Logo officiel du FNCD depuis septembre 2022

Le FNC Douai (Francs Nageurs Club Douai) est un club français de natation basé à Douai dans le Nord. Le club comprend une section de water-polo évoluant au sein du Championnat de France Nationale 1.
Le club historique FNC Douai (fondé en 1897) est placé en dépôt de bilan en juin 2022 puis en liquidation judiciaire le 22/09/2022, la section Water-Polo est notamment relancée par une nouvelle structure nommée FNCD (Francs Nageurs Club de Douai),,, fruit de la mobilisation des entraineurs, de parents, de nageurs et joueurs.

## 1897 - 2022: Francs Nageurs Cheminots Douai
Le club de natation est fondé en 1897 et effectue sa première sortie en compétition le 14 juillet 1898. La section de water -polo est créée en 1926.
Ce club qui fut jadis une section sportive de la Société nationale des chemins de fer français (SNCF) n'a désormais plus de liens avec la compagnie ferroviaire nationale.
Durant la saison 2009-2010, l'équipe de water-polo termine dans les quatre premières de la phase régulière et participe à la phase finale.
Durant la saison 2014-2015, la Piscine des Glacis de Douai n'étant plus aux normes de la LPWP, les FNCD ont dû jouer leur match à domicile dans une autre piscine. Le premier choix s'était porté sur la piscine de Valenciennes, mais celle-ci ayant brûlé, les FNC Douai se sont dirigés vers la Belgique et la Piscine de l'Orient de Tournai, antre du CN Tournai. Le samedi 1er novembre, le club de Douai reçoit le NC Saint-Jean d'Angély pour le compte de la 2e journée de Pro A et signe la première victoire de sa saison (15-8). Ce match du championnat de France de water-polo est le premier à être joué à l'étranger. Le club termine la saison à la 6e place du classement, ce qui est surprise avec une équipe 100% française et composée de nombreux jeunes issus de la formation du club.
Avant le début de la saison 2015-2016, le club connaît un changement d'entraîneur : Thomas Bourdet décide d'arrêter et est remplacé par Yann Clay, fidèle au club depuis son arrivée en 1998 et responsable du Pôle Espoirs depuis 2007. Le club voit deux de ses joueurs principaux partir : Charles Canonne (Meilleur espoir de Pro A 2014 et 2015) au CN Marseille et Pierre-Frédéric Vanpeperstraete à la Team Strasbourg. Pour compenser ces deux départs, le club recrute un jeune international monténégrin : Marko Vukmirovic qui arrive du VK Budva. La Piscine des Glacis n'étant toujours aux normes, les matchs à domicile se joueront à la Piscine de l'Orient de Tournai (Belgique) en attendant le nouveau centre aquatique du Raquet.
En juin 2022, le FNC Douai dépose le bilan, en raison d'importantes difficultés financières. Le 22 septembre 2022, la liquidation judiciaire est prononcée.

## 2022: Francs Nageurs Club de Douai
En juin 2022, les entraîneurs, des parents, des joueurs et des nageurs se sont fédérés afin de créer un nouveau projet associatif et sportif. 
Une nouvelle structure regroupant la natation sportive, le water-polo, le sauvetage et l’aquatraining est alors créée le 7 juillet 2022 : le Francs Nageurs Club de Douai. 
Compte tenu du délai très court pour démarrer rapidement une nouvelle saison, l’acronyme FNCD a été conservé en remplaçant « Cheminots » par « Club ». En remplaçant «Cheminots» par «Club» dans son appellation : « Pour respecter le passé tout en se projetant vers l’avenir » souligne le président, Stéphane HENNICAUX.

## Palmarès
Les FNC Douai arrivent en première division au début des années 2000 pour y rester jusqu'en juin 2022. Le club brille en 2010 avec une 3e place. 
La formation des FNCD est reconnue avec de nombreux titres en U15 et U17. 
Aux prises avec des difficultés financières, l'équipe première de Water-Polo du FNCD bascule en Championnat de France N1 Masculin Poule A en septembre 2022.
| Compétitions nationales | Compétitions internationales                                                    |
| --- | ------------------------------------------------------------------------------- |
| Compétitions actuelles - Élite / Pro A - 3e : 2010 - Nationale 1 (') - Champion : 2001, 2005, 2007, 2025 - Vice-champion : 2023, 2024 - Nationale 3 (1) - Champion : 2013 rés. Compétitions jeunes - Championnat de France U17 - Champion : 2013 - Vice-champion : 2014 et 2015 - Championnat de France U15 - Champion : 2010, 2012, 2013 et 2014 | Compétitions actuelles - Trophée LEN - Meilleure performance : 2e tour en 2011. |